# Sopot
Sopot (in tedesco: Zoppot) è una città polacca situata tra Danzica e Gdynia, insieme alle quali costituisce la cosiddetta Tripla Città. Si stende su un'area di 17,3 km² e ha 32 115 abitanti (2023).

## Descrizione
Negli anni novanta del XX secolo Sopot si è sviluppata velocemente grazie al turismo e a un'efficiente amministrazione. Dopo la riforma amministrativa del 1999 Sopot è stata riconosciuta in via eccezionale come distretto, nonostante questa nomina venga normalmente attribuita a città con una popolazione superiore ai 100 000 abitanti.
 La città di Sopot è conosciuta soprattutto per il Festival della Canzone che si tiene nel teatro all'aperto Opera Leśna e lungo il molo (il più lungo d'Europa con una struttura in legno).

## Storia
Nel luogo in cui attualmente si trova la cittadina di Sopot viene segnalata la presenza di un insediamento urbano dall'VIII secolo alla prima metà del X secolo. Sopot viene menzionata per la prima volta in un documento del 1283, e precisamente nell'atto di donazione del principe di Pomerania Mściwoj II in favore del monastero cistercense di Oliwa. Sopot venne riconosciuta ufficialmente come città nel 1902, dopo essere diventata una elegante stazione balneare ottocentesca, oggi conurbata a Danzica.
Negli anni 1919-1939 Sopot fu all'interno dei confini della Città Libera di Danzica. Dal 1945 al 1975 la città fu sede di un distretto e fece parte del voivodato di Danzica.

## Amministrazione

### Gemellaggi
- Frankenthal
- Ratzeburg
- Peterhof
- Karlshamn
- Southend on Sea
- Næstved
- Ashkelon
- Zakopane

## Galleria d'immagini

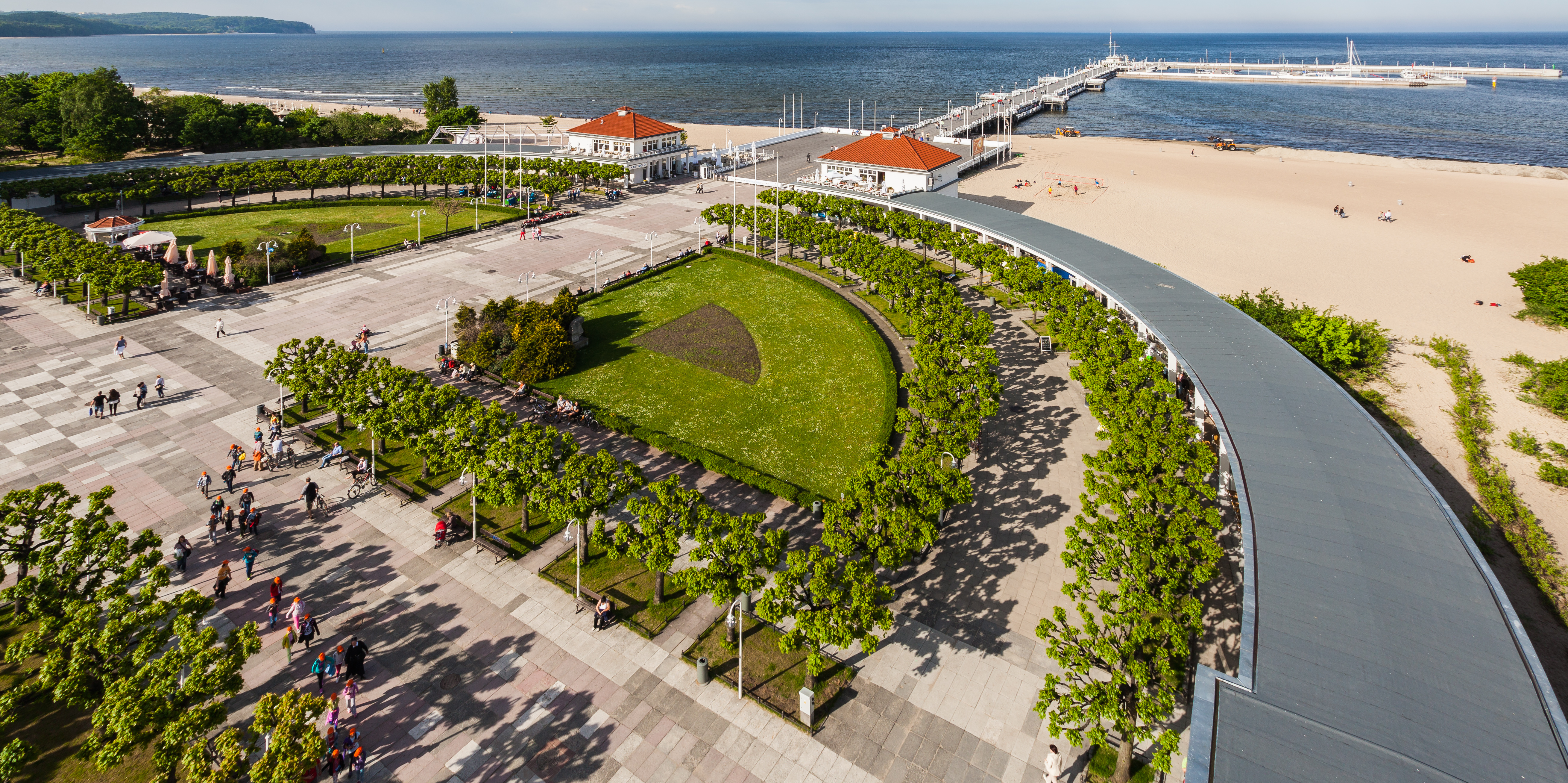
Vista generale
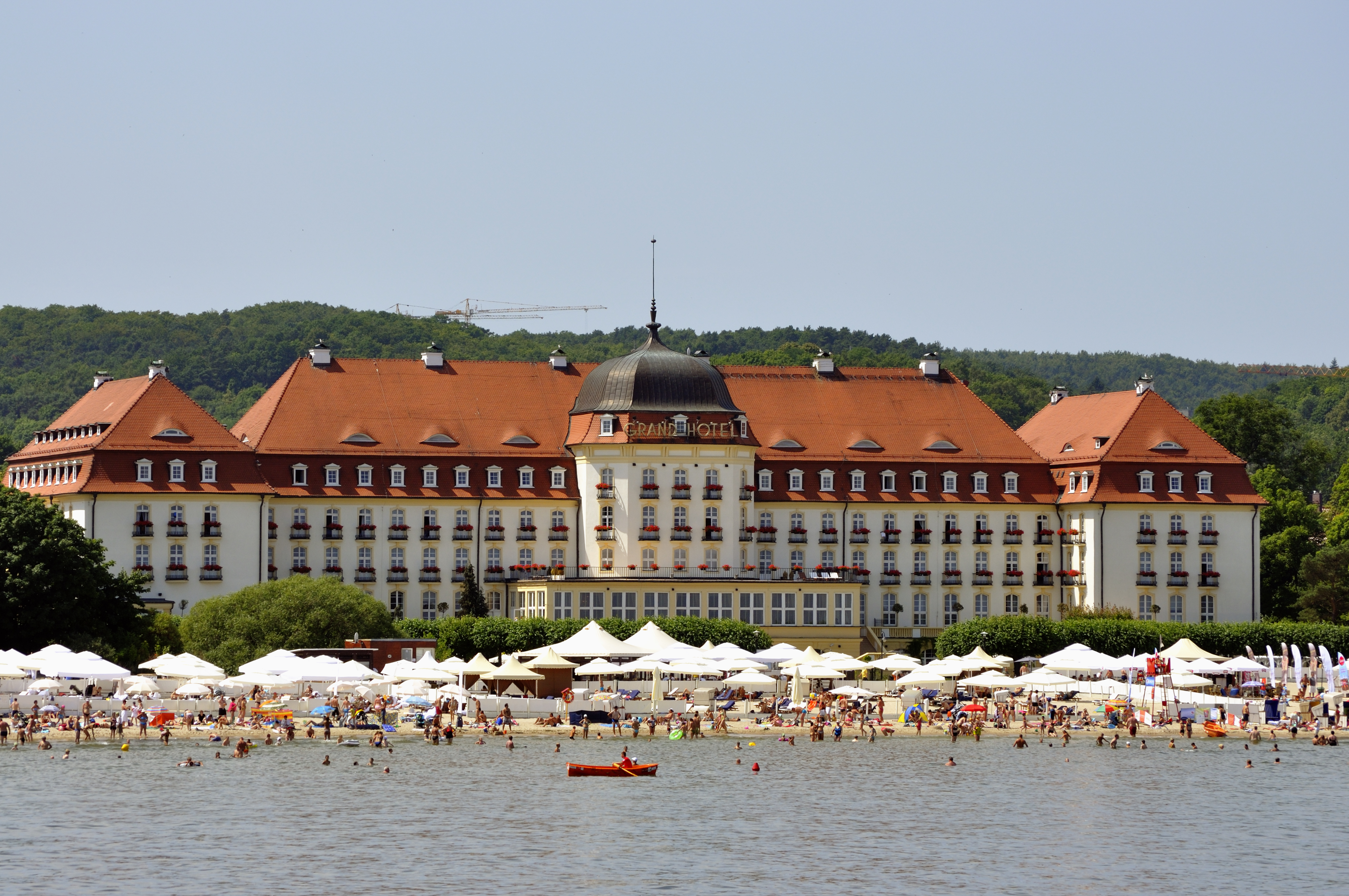
Hotel Grand di Sopot, costruito nel 1927 in stile Art Nouveau. Vi hanno soggiornato Adolf Hitler e Charles de Gaulle
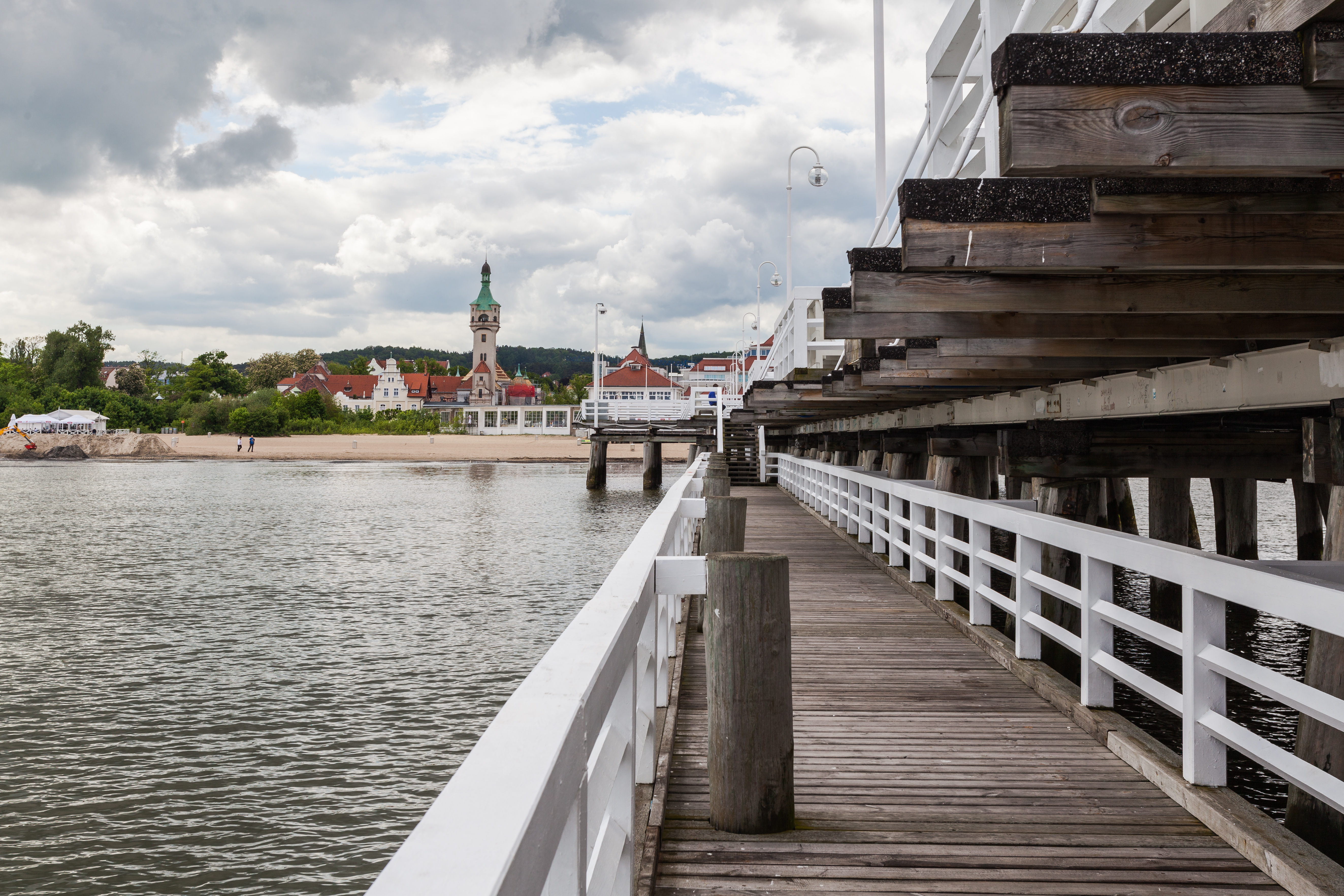
Il molo di Sopot
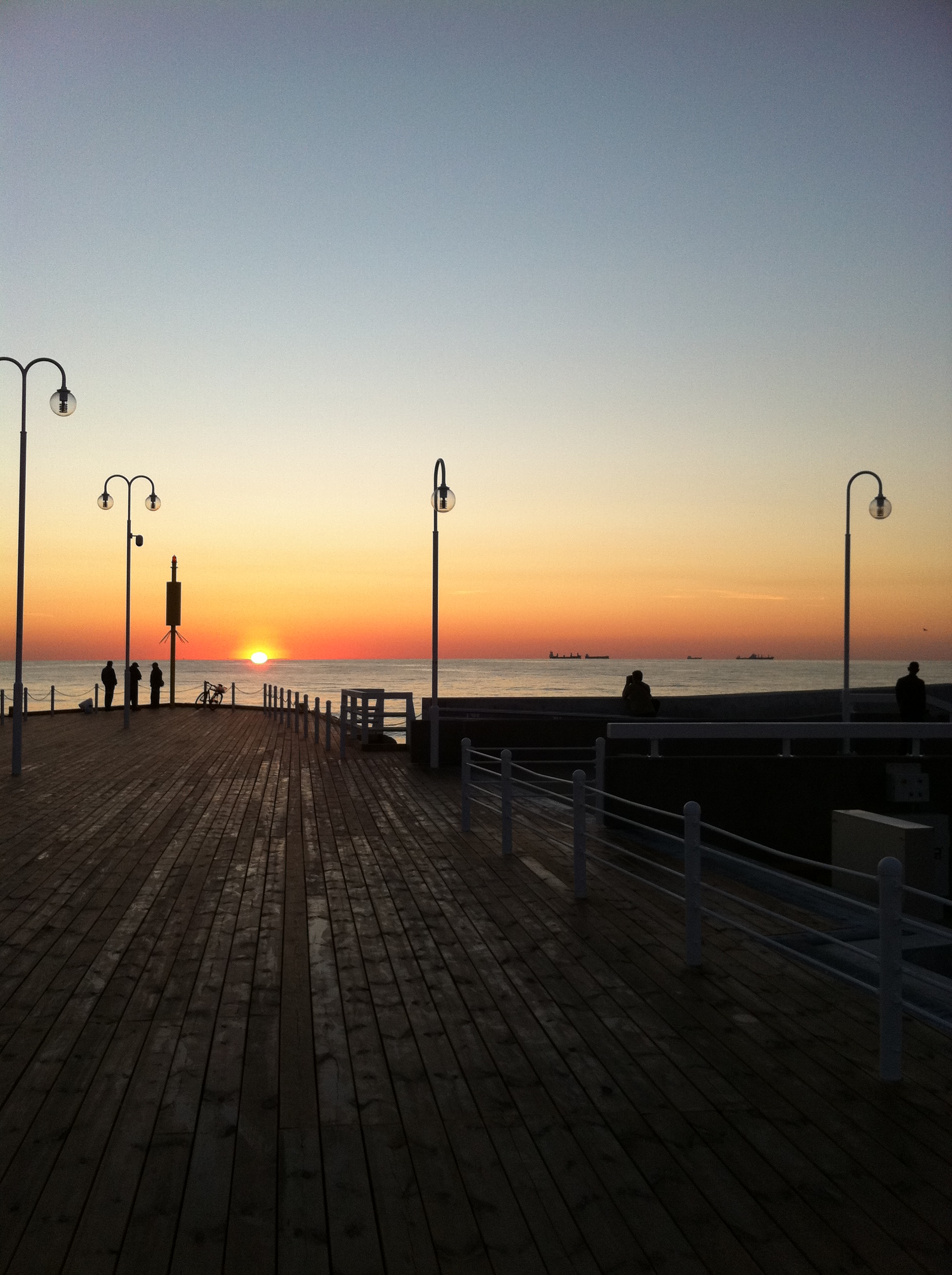
Alba sul molo di Sopot
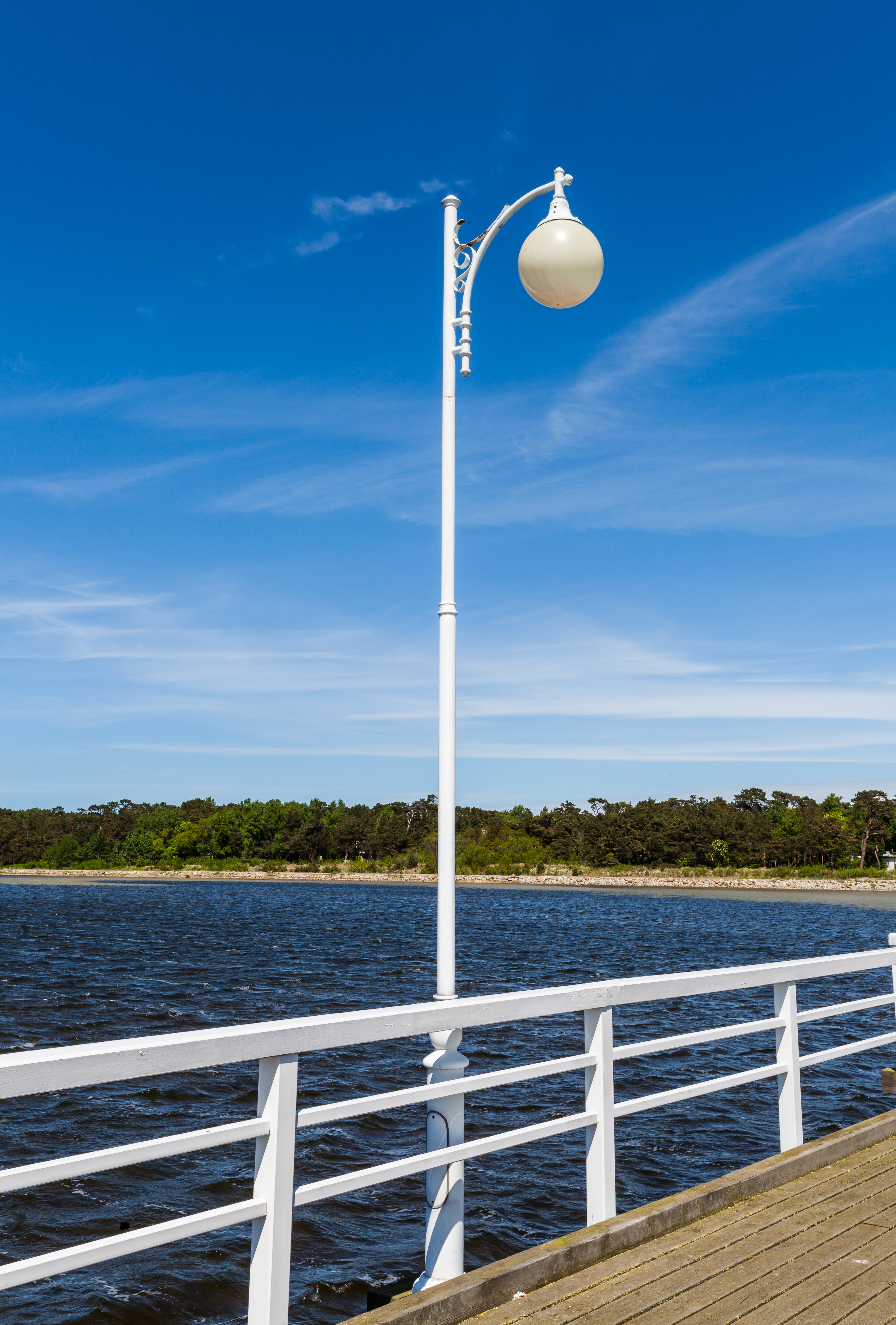
Illuminazione
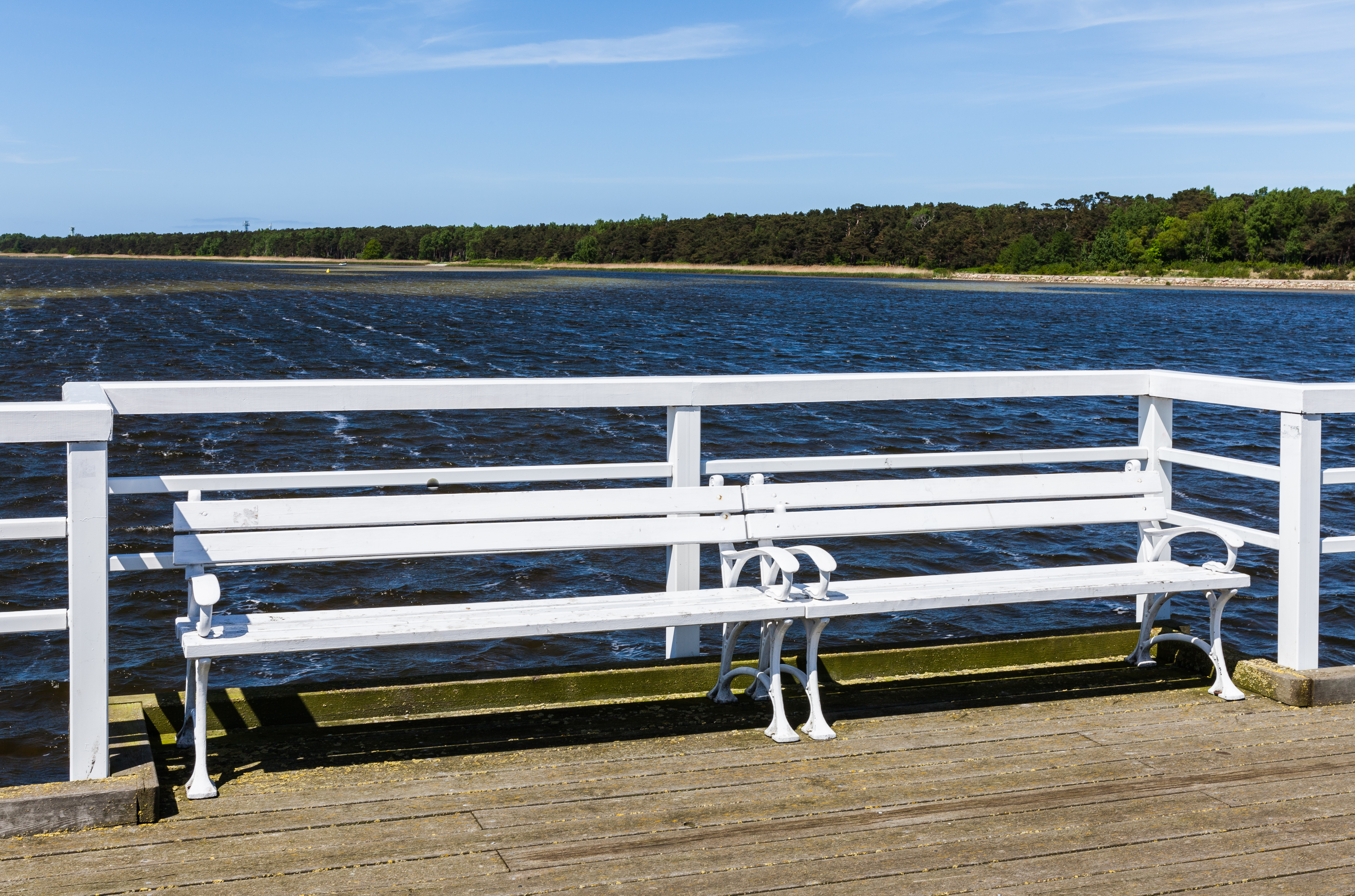
Panchina sul molo
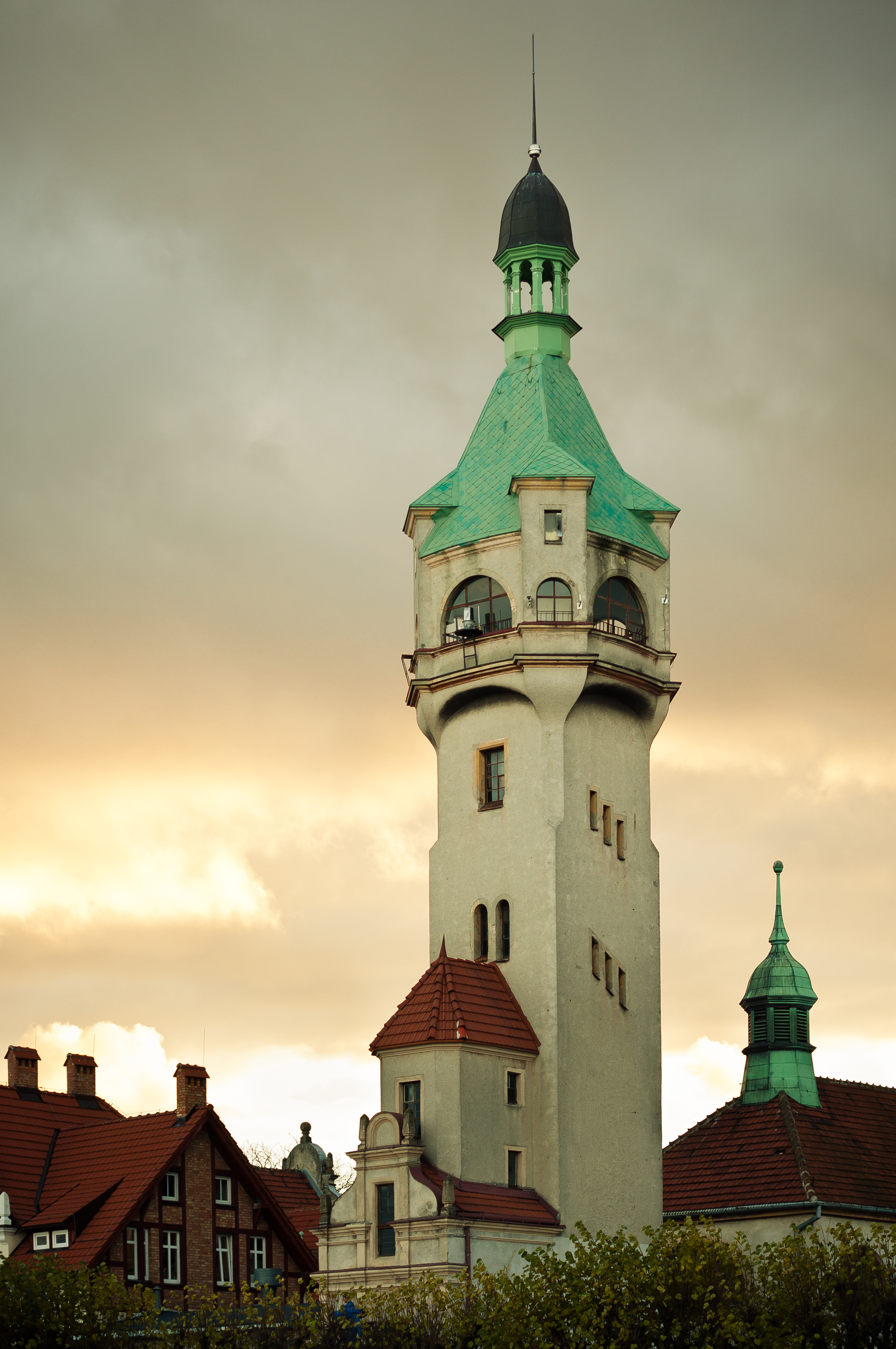
Il faro
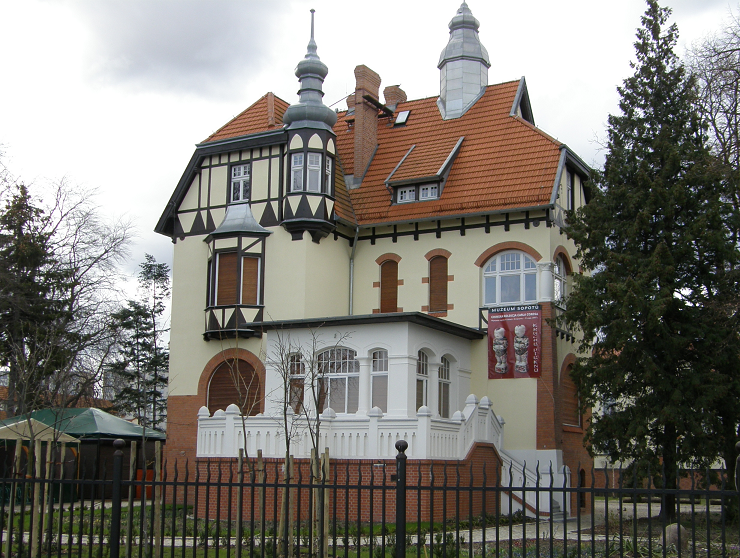
Museo di Sopot
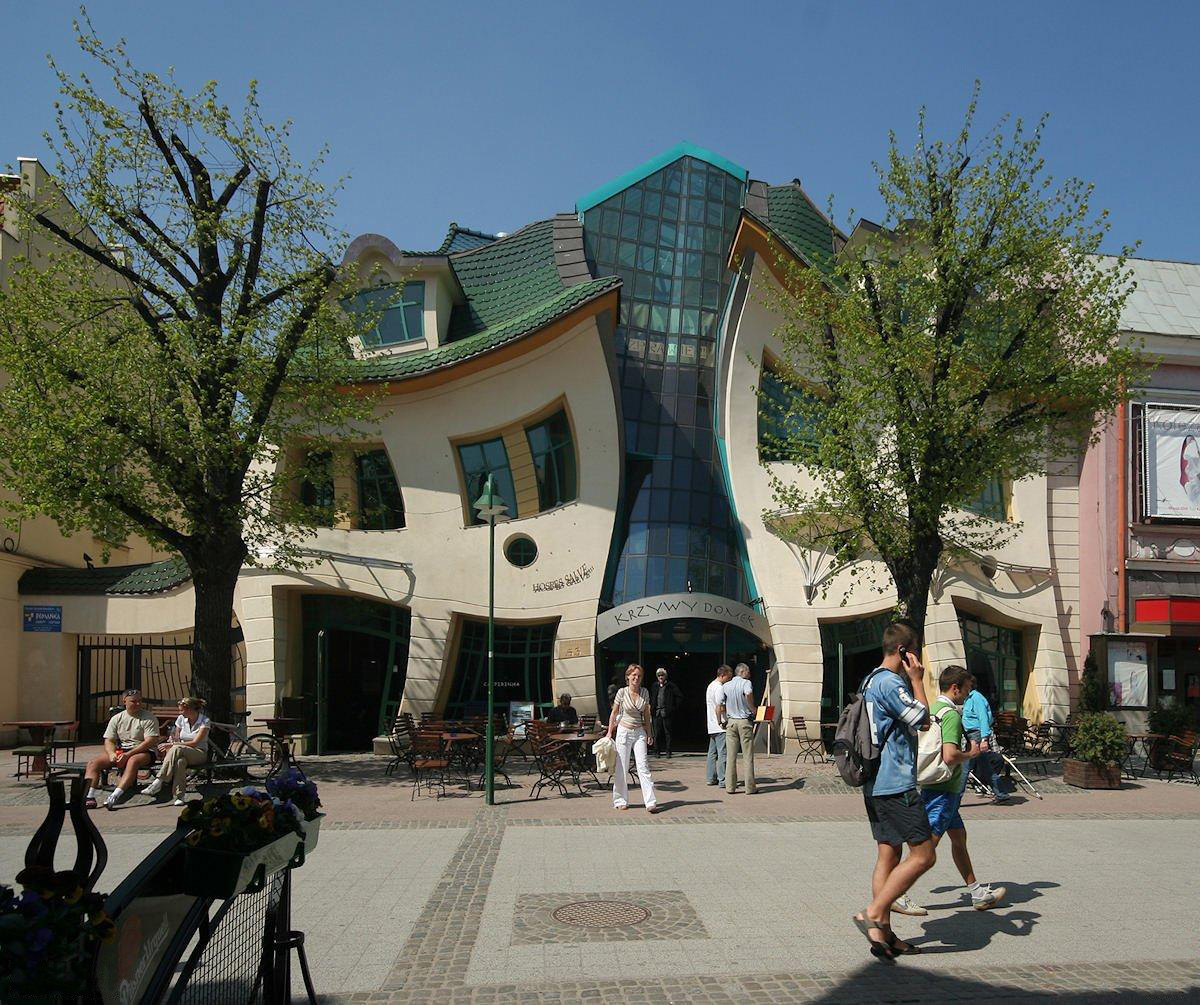
Casa Storta
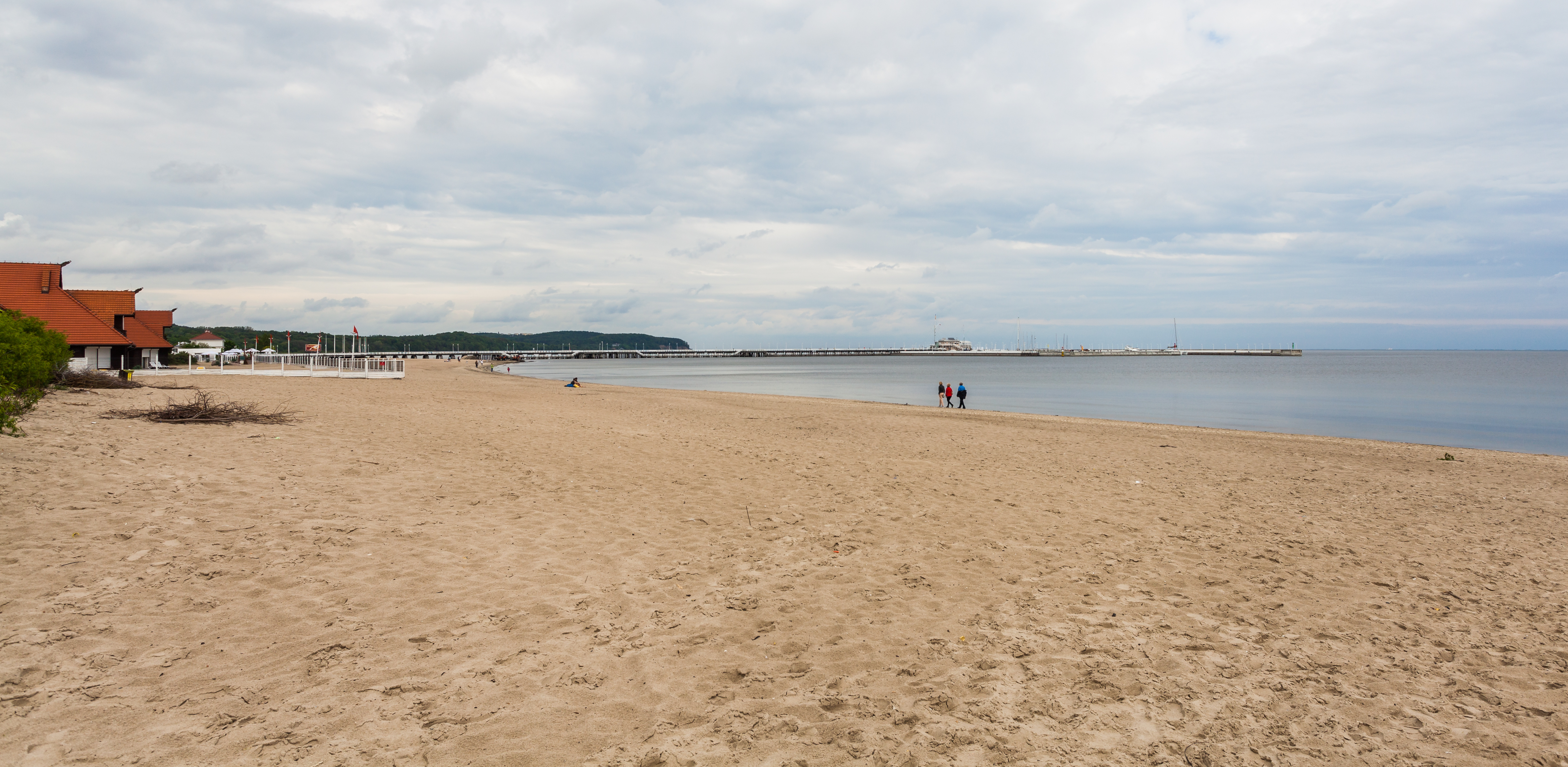
Spiaggia
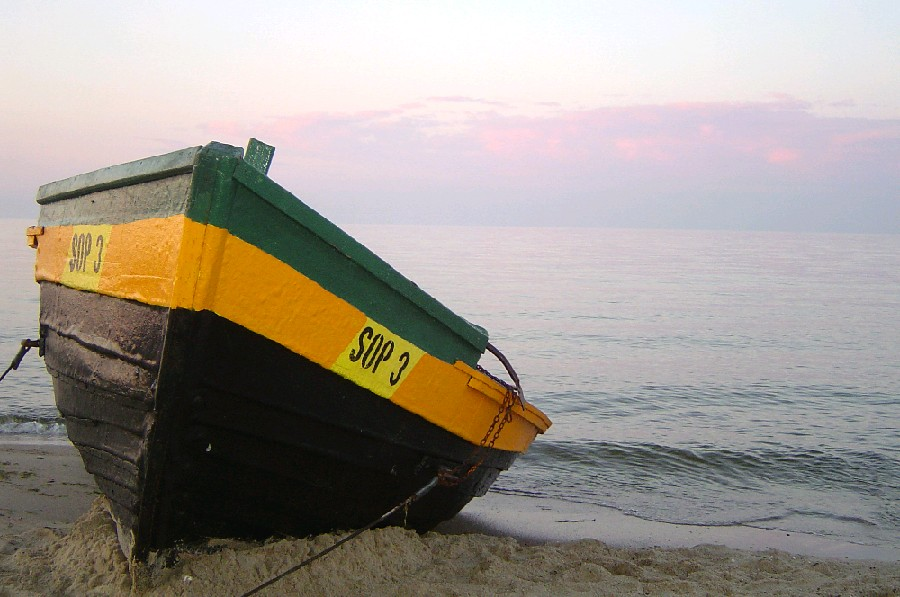
Paesaggio della spiaggia di Sopot
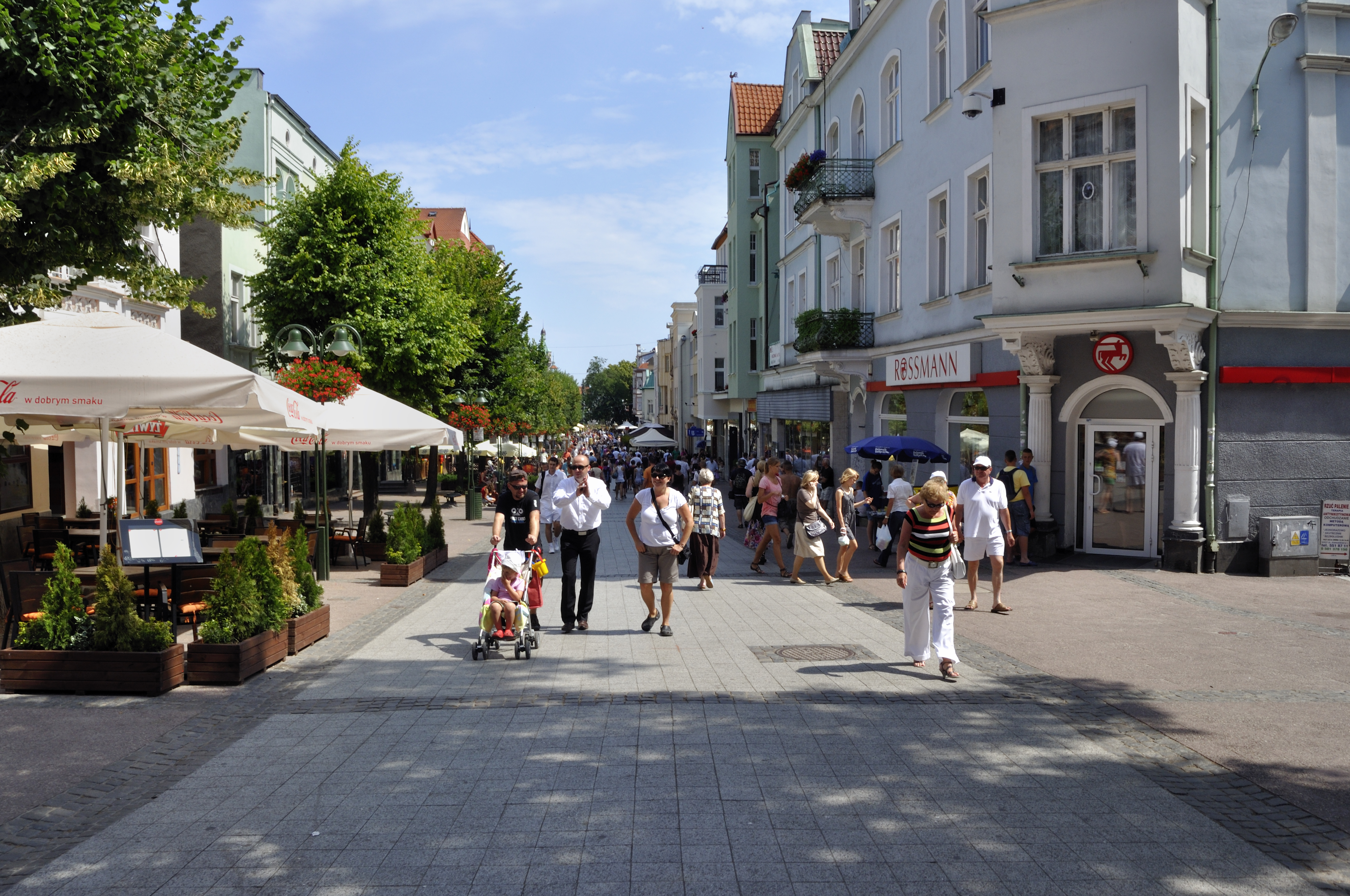
Via Monte Cassino